# Philippe Arnal
Philippe Arnal (* 1. Februar 1943 in Alès; † 4. Mai 1994 in Saint-Martin-de-Boubaux) war ein französischer Regisseur.

## Karriere
Philippe Arnal begann 1967 als Regieassistent für die Serie Maigret mit Jean Richard. Es folgte die Regieassistenz für die deutsch-französische Serie Graf Luckner mit Heinz Weiss. 1972 gab er mit der Machiavelli-Verfilmung La Mandragore mit Claude Jade und Paul Barge in den Hauptrollen sein Regiedebüt. Es folgte 1973 der Vampir-Krimi Le Noctambule. Anschließend drehte Arnal Serien: Un tyran sous la pulie (1973) mit Nadine Alari, Un curé de choc (1974) und Recherche dans l’intérêt des familles (1977). Sein letzter Film war der phantastische Film L’Enfant et les Magiciens über einen Waisenjungen (Alexandre Sterling), der von Verwandten adoptiert wird, die Hexen sind.

## Filmographie (Auswahl)
- 1972: La Mandragore
- 1973: Le Noctambule
- 1973: Un tyran sous la pluie
- 1974: Un curé de choc
- 1982: L’Enfant et les Magiciens